# کریسپر
تناوب‌هایِ کوتاهِ پالیندرومِ فاصله‌دارِ منظمِ خوشه‌ای (به انگلیسی: Clustered Regularly Interspaced Short Palindromic Repeats) یا به اختصار کریسپر (به انگلیسی: CRISPR) بخشی از دی‌ان‌ایِ پروکاریوت هستند که حاوی تناوب‌های کوتاهِ توالی‌های بنیادین هستند.
کریسپر نوعی سیستم ایمنی تطابق پذیر در باکتری‌ها است که آن‌ها را قادر به کشف دی‌ان‌ای ویروس و بعد نابودیشان می‌کند. بخشی از سیستم کریسپر، پروتئینی به نام کَس۹ (Cas9) است، که قابلیت جستجو، برش زدن و سرانجام استحالهٔ دی‌ان‌ای ویروس را به روشی خاص دارد. فناوری کریسپر به دانشمندان اجازه می‌دهد، تغییراتی در دی‌ان‌ای سلول‌ها ایجاد کنند.

## تاریخچه سیستم کریسپر
اولین بار سیستم کریسپر در Escherichia coli به عنوان یک توالی تکراری ۲۹ نوکلئوتیدی با فاصله ۳۲ نوکلئوتیدی توسط یوشیزومی ایشی نو ژاپنی در سال ۱۹۸۷ مطرح شد که باکتری‌ها و آرکی باکتری‌ها را از حمله باکتریوفاژها و پلاسمیدها محافظت می‌کند. این سیستم‌های دفاعی به یک RNA کوچک شناساگر توالی خاص تکیه می‌کنند و اسیدهای نوکلئیک خارجی را خاموش می‌کنند. Francisco Mojica و همکارانش در سال ۱۹۹۳ تکرارهای مشابهی را در چندین گونه میکروبی دیگر یافتند.

## طبقه‌بندی سیستم کریسپر
طبقه‌بندrova و همکاران ۵ نوع سیستم کریسپر را تعریف می‌کند که دارای ۱۶ زیر نوع بر اساس ویژگی‌های مشترک و شباهت تکاملی است. اینها به دو دسته بزرگ تقسیم می‌شوند. کلاس‌ها بر اساس ساختار پیچیده‌ای است که DNA ژنوم را تجزیه می‌کند. نوع II CRISPR/Cas اولین سیستم برای مهندسی ژنوم، با نوع V در ۲۰۱۵ بود.
در گام بعدی از روی ژن‌های کمپلکس cas هم پروتئین Cas9 ساخته می‌شود. سپس کمپلکس Cas9-crRNA-tracrRNA تشکیل می‌شود؛ که این کمپلکس لازم و ضروری برای هدف قرار دادن یا تخریب DNAخارجی می‌باشد.

## مکانیسم‌های طبیعی سیستم‌های کریسپر در ایمنی تطابق پذیری
بعد از حمله به سلول توسط عناصر ژنتیکی خارجی مانند باکتریوفاژها یا پلاسمیدها (مرحله ۱: تزریق فاژ)، آنزیم‌های ویژه مرتبط کریسپر به نام Cas (CRISPR-associated protein) توالی‌های spacer را از توالی‌های protospacer جدا کرده و آن‌ها را به درون لوکوس‌های کریسپر موجود در ژنوم پروکاریوت‌ها وارد و متصل می‌کنند. (مرحله ۲: استفاده از spacer). این spacerها بین تکرارهای مستقیم تقسیم شده‌اند که اجازه می‌دهند سیستم کریسپر، به‌طور ایمن و دقیق و نه به‌طور غیر ایمن شناسایی شود. آرایهٔ کریسپر یک رونوشت RNA غیر کدونی است که از نظر آنزیمی از طریق مسیرهای متمایز که برای هر نوع سیستم کریسپر منحصر به فرد است، بالغ می‌شود. (مرحله ۳: بیوژنز و پرادازش CrRNA) در کریسپر نوع I و III، رونوشت pre-CrRNA توسط ریبونوکلئازهای مرتبط با کریسپر، شکسته می‌شوند و این کار موجب آزاد شدن چندین CrRNAs کوچک می‌شود. به‌طور متوسط CrRNA نوع III بیشتر در انتهای ´۳ توسط RNaseهایی که هنوز مشخص نشده‌اند برای تولید رونوشت کاملاً بالغ پردازش می‌شوند. کریسپر نوعII، یک RNA کریسپر فعال‌کننده ترانس است (tracrRNA) که با تکرارهای مستقیم هیبرید می‌شود و یک RNA دوپلکس را تشکیل می‌دهد و توسط RNase III درونی و نوکلئازهای ناشناخته دیگر شکسته و پردازش می‌شود. CrRNAهای بالغ شده نوع I و III سیستم کریسپر، سپس درون افکتورهای کمپلکس‌های پروتئینی برای تشخیص و تخریب توالی هدف لود می‌شوند. در سیستم‌های نوع II، کمپلکس هیبرید CrRNA-tracrRNA به Cas9 متصل شده و در واقع هیبرید شدن این دو باعث فعال شدن Cas9 می‌شود.
هر دو نوع I و III سیستم کریسپر از چند پروتئین مداخله گر تنظیم‌کننده برای تسهیل شناسایی توالی هدف استفاده می‌کنند. در کریسپر نوعI، کمپلکس Cascade با یک مولکول CrRNA لود می‌شود که یک مجموعه نظارتی بی نظیری است که DNA هدف را شناسایی می‌کند. سپس نوکلئازCas3، لوپ R Cascade را به کار گرفته و به آن متصل می‌شود و واسطه تخریب توالی هدف می‌شود. در کریسپر نوع III, CrRNAها یا به کمپلکس‌های Csm یا به کمپلکس‌های Cmr به ترتیب متصل شده و به ترتیب سوبستراهای DNA و RNA را می‌شکنند. درمقابل، سیستم نوع II فقط نیاز به Cas9 برای تخریب DNA جفت شده با RNA راهنما دوپلکس خود دارد که این RNA راهنما حاوی ترکیبی از CrRNA-tracrRNA است.

## بهبود روش ویرایش ژنی کریسپر- Cas9 در مگس سرکه
روش اجرای تکنولوژی CRISPR-Cas9 در بندپایان به صورت ریزتزریقی microinjection به سلول‌های تخم است که یک فرایند دشوار با کارامدی پایین محسوب می‌شود . به تازگی محققان موفق به طراحی سیستمی تحت عنوان Receptor-Mediated Ovary Transduction of Cargo یا ReMOT شده‌اند که در آن آنزیم Cas9 را وارد گردش خون بندپایان می‌کنند و با استفاده از گیرنده های اختصاصی تخمدان آنزیم مورد نظر را به تخم‌های در حال رشد می‌رسانند.
در این پژوهش دانشمندان دانشگاه پنسیلوانیا با بهره برداری از پپتید P2C به عنوان یکی از لیگاندهای تخمدان، موفق به ارسال اختصاصی آنزیم Cas9 به سلول‌های تخم در حال رشد شده‌اند. این پپتید به صورت طبیعی دارای رسپتورهای اختصاصی در پشه Aedes aegypti است که مولد بیماریی‌های تب زرد، زیکا و دنگو می‌باشد. نتایج این تحقیق می‌تواند موجب تسهیل فرایند دست ورزی ژنتیکی در بندپایان و برخی از پستانداران شود و در کنترل بیماری هایی همچون مالاریا و تب زرد، کنترل آفت‌های گیاهی و در آینده احتمال ژن درمانی در حیوانات کاربرد داشته باشد .

## کاربرد سیستم CRISPR/Cas9 در کشاورزی
بهبود کیفیت محصولات کلاسیک دام، مانند گاو، طیور و خوک‌ها، توسط مهندسی ژنوم مبتنی بر کریسپر تسریع شده‌است. دامداران قبلاً مارکرهای کروموزومی مرتبط با صفات شناخته شده به عنوان صفات کمی را شناخته‌اند و از کمک مارکرها استفاده می‌کنند تا ویژگی‌های ارزشمندی را به‌طور انتخابی پیش گویی کنند. این روند با استفاده از فناوری‌های ویرایش ژن، به تازگی در خوک‌ها و گاوهای لبنی، به ترتیب به منظور محافظت در برابر ویروس‌ها و حذف شاخ‌ها، نشان داده شده‌است. کاربرد دیگر این سیستم در حیوانات، مهندسی تولید محصولات پزشکی یا تولید بافت است. به عنوان مثال، اضافه کردن cDNA آلبومین انسانی به لوکوس آلبومین خوک با استفاده از CRISPR/Cas9 می‌تواند تولید آلبومین را با استفاده از خوک‌های تراریخته فعال کند. مهندسی فعال کریسپر در محصولات تجاری و مدل‌های آزمایشگاهی برای افزایش عملکرد ایده‌آل، افزایش تحمل به خشکی و افزایش رشد در شرایط محدود مواد غذایی و تولید محصولات با خواص تغذیه‌ای بهبود یافته مورد استفاده قرار می‌گیرد. استفاده از تکنولوژی کریسپر در ذرت و سویا نشان دهنده سرعت پذیرش تکنولوژی کریسپر خارج از آزمایشگاه است. هدف قرار دادن ژن مبتنی بر کریسپر نیز می‌تواند برای مبارزه با بیماری‌های گیاهی مورد استفاده قرار گیرد، همان‌طور که برای ویروس Curl leaf زرد گوجه فرنگی در Nicotiana benthamian نشان داده شده‌است.

## کاربرد سیستم کریسپر در مواد غذایی و بیوتکنولوژی صنعتی
تا به امروز، کاربرد سیستم‌های کریسپر در باکتری‌ها شامل ژنوتیپ، کشت محصولات صنعتی علیه ویروس‌ها، کنترل جذب و انتشار ژن‌های مقاوم به آنتی‌بیوتیک توسط باکتری‌ها و کشت‌های پروبیوتیک مهندسی می‌باشند. موفقیت تجاری سیستم ایمنی طبیعی کریسپر برای واکسیناسیون استرپتوکوکوس ترموفیلوس که از آن در فراورده‌های لبنی استفاده می‌شود (ماست و پنیر)، راه را برای این سیستم در تغذیه راه اندازی کرده‌است. کار اخیر نیز ثابت کرده‌است که مفهوم تولید باکتری مفید این است که در برابر جذب و انتشار ژن‌هایی که مقاومت آنتی‌بیوتیکی را رمزگذاری می‌کنند، ایمن می‌شود. فناوری کریسپر تأثیر گسترده‌ای بر تمامی صنایع مربوط به باکتری‌ها، قارچ‌ها و مخمرها خواهند داشت، چرا که ما در صدد استفاده گسترده از این ویرایش‌کننده ژنوم در این ارگان‌ها هستیم. احتمالاً CRISPR/Cas9 برای مهندسی باکتری‌ها، مخمرها و قارچ‌های صنعتی برای تولید مواد شیمیایی سبز، از جمله سوخت‌های زیستی و مواد بیولوژیکی استفاده می‌شود.

## استفاده از فناوری کریسپر روی انسان
نخستین آزمایش ویرایش ژن با روش CRISPR-Cas9 روی یک انسان، ۲۸ اکتبر سال ۲۰۱۶ برای درمان سرطان ریه انجام شد. در این آزمایش یک گروه چینی به رهبری Lu Yo از دانشگاه سیچوان در شهر چنگدو، سلول‌های ایمنی فرد مبتلا به سرطان ریه را خارج و ژن عامل ایجاد پروتئین PD-1 را غیرفعال کردند. پروتئین PD-1 عملکرد سلول‌های ایمنی را کند می‌کند و به سلول‌های سرطانی اجازه انتشار می‌دهد. پس از ویرایش سلول‌ها آن‌ها را کشت و دوباره به بیمار تزریق کردند.

## نگارخانه

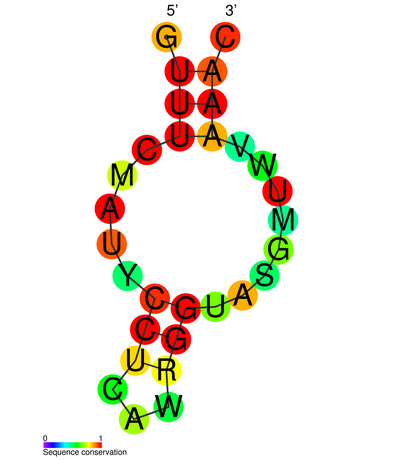
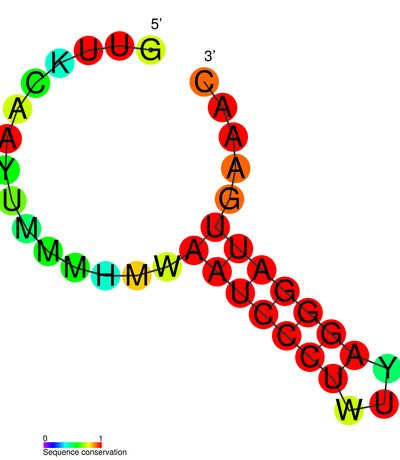
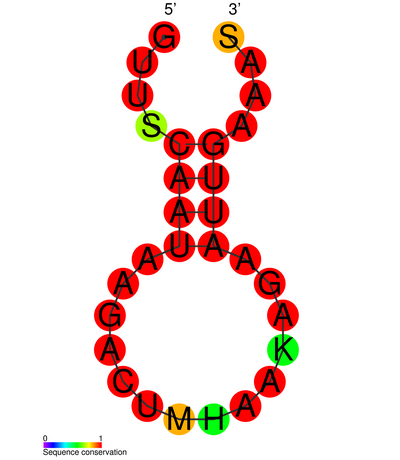
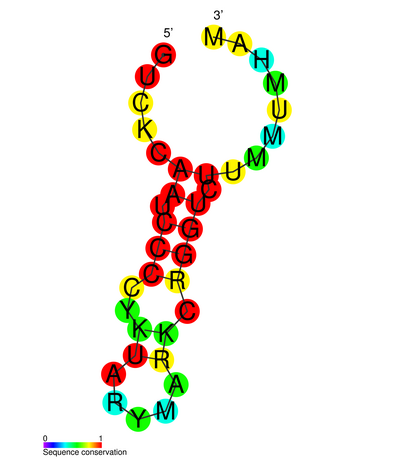
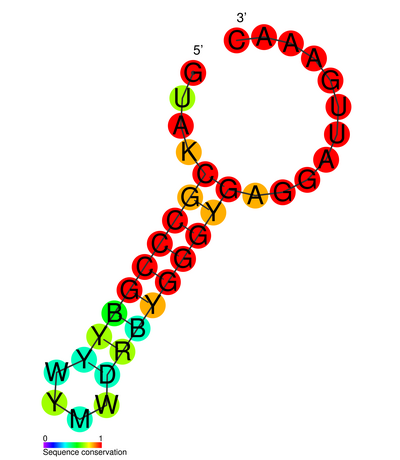
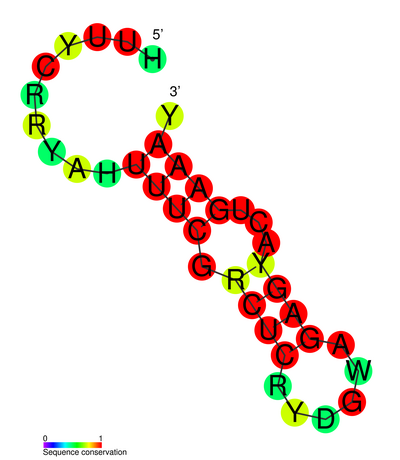
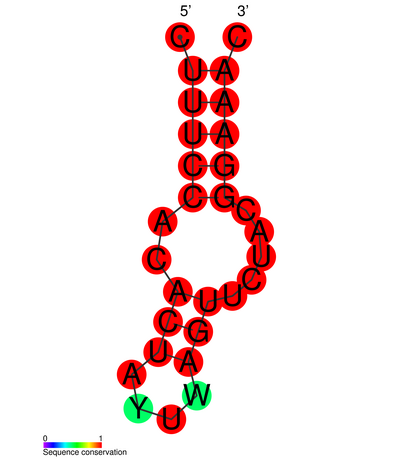
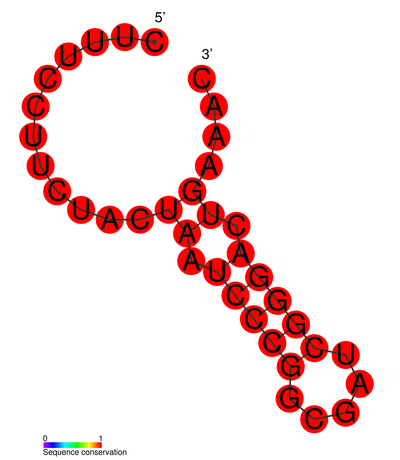
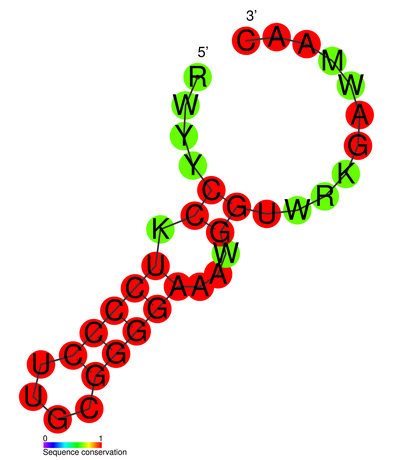
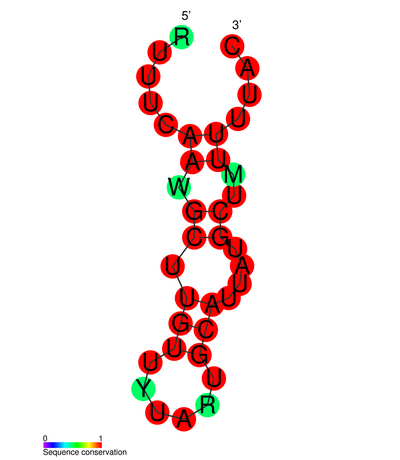

## استفاده از سیستم کریسپر برای درمان دیستروفی عضلانی دوشن (DMD): (مرسوم‌ترین بیماری ارثی)
بیماری ژنتیکی هدف قرار داده شده توسط سیستم کریسپر دیستروفی عضلانی دوشن (Duchenne Muscular Dystrophy)است، که یک اختلال وابسته به X است که تقریباً ۱ در هر ۵۰۰۰ نفر را تحت تأثیر قرار می‌دهد. DMD عمدتاً توسط جهش‌های تغییر چارچوب (frameshift) در دیستروفین، که یک پروتئین ضروری برای عملکرد مناسب عضلات است، ایجاد می‌شود. بدون عملکرد دیستروفین، به‌طور تجربی بیماری فرد پیشرفت کرده و تحلیل عضلانی باعث مرگ وی در حدود ۳۰ سال می‌شود. علی‌رغم تحقیق‌های بسیار انجام شده بر روی DMD هنوز درمان خوبی وجود ندارد. ژن دیستروفین بسیار بزرگ است (۷۹ اگزون)، اما بسیاری از توالی‌ها غیرضروری هستند. در داخل نقطه کانونی جهش برای دیستروفین، یعنی اگزون ۵۵–۴۵، حذف‌های مشترک متعددی وجود دارند که چارچوب خوانش (به انگلیسی: frame reading) پروتئین‌ها را حفظ می‌کنند که این جهش‌ها منجر به تولید یک پروتئین کوچکتر می‌شوند، اما پروتئین حداقل عملکرد خود را دارا است. افراد دارای این جهش‌ها اغلب بدون علامت هستند یا فقط علائم خفیف دارند، وضعیتی که به عنوان دیستروفی عضلانی Becker مشهور است (BMD). سنجش دیستروفین که از طریق ژن درمانی تحویل داده شود، دشوار است و به این ترتیب محققان، چشم به روی رویکردهای دیگر دوخته‌اند. از آنجایی که فرم‌های کوتاه‌تر دیستروفین هنوز هم می‌توانند عملکرد داشته باشند، حذف اگزون گزینه خوبی برای درمان DMD است. آزمایش‌های بالینی با استفاده از الیگونوکلئوتید از بین برنده اگزون (oligonucleotide exon skipping :OEN)، اگزون‌های جهش یافته را از رونوشت دیستروفین حذف می‌کنند. متأسفانه، الیگو نوکلئوتید تنها به میزان کمی عملکرد عضلات را بهبود می‌بخشد و همچنین آن‌ها باید به‌طور منظم تزریق شوند.

### دیستروفین و ویرایشگر ژنوم
از آنجایی که درمان‌های پیچیده الیگونوکلئوتید با چالش‌های فراوان همراه است، محققان شروع به کشف روش‌های ویرایش ژنوم برای از بین بردن اگزون کرده‌اند. آزمایشگاه چارلز گرسباخ، با استفاده از نوکلئازهای زینگ فینگر (ZFN:zinc finger nucleases) جفت شده، اگزون ۵۱ در میوبلاست‌های بیمار DMD را حذف کردند. آن‌ها میزان ۱۳٪ از اگزون ۵۱ را حذف کردند که به دیستروفین موضعی منجر شد. در یک مطالعه بعدی، آن‌ها از کریسپر با دو gRNA برای حذف اگزون ۵۱ یا اگزون‌های ۵۵–۴۵ در میوبلاست‌های بیمار استفاده کردند؛ هنگامی که این سیستم به موش DMD تزریق شد، این سلول‌ها دیستروفین عملکردی را بیان کردند.
البته اصلاح ژن‌ها در in vivo بسیار مشکل‌تر از کشت سلولی است، اما ران و همکارانش نشان داده‌اند که کریسپر و وکتور وابسته به آدنو ویروس (AAV) را می‌توان برای ویرایش مجدد ژنوم پس از تولد در موش استفاده کرد. آیا این رویکرد می‌تواند برای از بین رفتن اگزون دیستروفین کارساز باشد؟ برای موفقیت در چنین درمان‌هایی، نیازهای متعدد باید برآورده شود. در ابتدا کریسپر باید به هر دو سلول عضلانی قلبی و اسکلتی منتقل شود که آن یک ویرایشگر دقیق ژن دیستروفین با حداقل ریسک off-target می‌باشد. برای اینکه زمان درمان ادامه پیدا کند، در اینجا ویرایش سلول‌های بنیادی بسیار مطلوب است. بایستی ویرایش سلول‌های بنیادی انجام شود، زیرا اجزاء کریسپر فقط باید برای یک دوره کوتاه مدت بیان شوند، که مانع تجمع جهش‌های ناخواسته در طول زمان می‌شوند.
DMD انتخاب خوبی برای اثبات درمان کریسپر است، زیرا این بیماری به ویژه برای مطالعات ویرایش ژنوم مناسب است. مسیر ترمیم همولوگ مستقیم (HDR:homology-directed repair) در بافت‌های بالغ بدون مشکل است، همان‌طور فرایند از بین بردن اگزون از طریق اتصال انتهای غیرهمولوگ (NHEJ:non-homologous end joining) نیز به خوبی انجام می‌گیرد. بسیار تخمین زده شده‌است که تصحیح خیلی کم دیستروفین (حدود ۴٪) برای بهبود عضلات مورد نیاز است و فقط اصلاح ۳۰٪ این ژن برای عملکرد طبیعی مورد نیاز است. حتی ویرایش با فرکانس پایین می‌تواند تفاوت زیادی در DMD ایجاد کند و تخمین زده می‌شود درمان‌های از بین بردن اگزون با استفاده از این سیستم، بر روی ۸۰٪ از بیماران DMD قابل اجرا می‌باشد.

## درمان لوسمی با استفاده از سیستم کریسپر
Wange و همکاران در سال ۲۰۱۴ آنالیز سرطان خون را به وسیله سیستم انجام دادند. آن‌ها با استفاده از سیستم CRISPR/Cas9 و با کتابخانه‌ای شامل ۷۳۰۰ sgRNA که با ایجاد knock-out برای غربالگری گسترده ژنومی در لوکمی میلوئید بهره جستند. هدفگیری با کریسپر ما را در هدفگیری مناطق غیر کدکننده توانا ساخت که معمولاً به وسیله iRNA شناسایی نمی‌شوند و بیشتر sgRNAها می‌توانند به‌طور کارآمد جهش‌هایی در محل مورد نظر با قدرت شناسایی بالا به نحوی قابل قبول ایجاد کنند. مشاهدات نشان داد که اثرات خارج از هدف (به انگلیسی: off-target) مورد نظر به صورت حداقلی می‌باشد.